# Ворт (округ, Джорджія)
Шаблон:StateAbbr_ 31°33′ пн. ш. 83°51′ зх. д. / 31.55° пн. ш. 83.85° зх. д.
Округ  Ворт (англ. Worth County) — округ (графство) у штаті  Джорджія, США. Ідентифікатор округу 13321.

## Історія
Округ утворений 1853 року.

## Демографія
За даними перепису 
2000 року 
загальне населення округу становило 21967 осіб, зокрема міського населення було 6589, а сільського — 15378.
Серед мешканців округу чоловіків було 10527, а жінок — 11440. В окрузі було 8106 домогосподарств, 6124 родин, які мешкали в 9086 будинках.
Середній розмір родини становив 3,12.
Віковий розподіл населення поданий у таблиці:
| Стать    | До 15 років | 15-21 | 22-29 | 30-39 | 40-49 | 50-65 | 65-85 | Понад 85 |
| -------- | ----------- | ----- | ----- | ----- | ----- | ----- | ----- | -------- |
| Чоловіки | 2590        | 1146  | 926   | 1472  | 1554  | 1770  | 967   | 102      |
| Жінки    | 2528        | 1112  | 1028  | 1601  | 1722  | 1889  | 1363  | 197      |

## Суміжні округи
- Крісп - північ
- Тіфт - схід
- Тернер - північний схід
- Колквіт - південь
- Мітчелл - південний захід
- Лі - північний захід
- Догерті - захід

## Виноски
1. ↑  U.S. Decennial Census. United States Census Bureau. Архів оригіналу за 26 квітня 2015. Процитовано 27 червня 2014.
2. ↑  Historical Census Browser. University of Virginia Library. Архів оригіналу за 11 серпня 2012. Процитовано 27 червня 2014.
3. ↑  Population of Counties by Decennial Census: 1900 to 1990. United States Census Bureau. Архів оригіналу за 2 лютого 2019. Процитовано 27 червня 2014.
4. ↑  Census 2000 PHC-T-4. Ranking Tables for Counties: 1990 and 2000 (PDF). United States Census Bureau. Архів оригіналу (PDF) за 18 грудня 2014. Процитовано 27 червня 2014.
5. ↑  State & County QuickFacts. United States Census Bureau. Архів оригіналу за 22 липня 2011. Процитовано 27 червня 2014.(англ.) Наведено за англійською вікіпедією.
6. ↑  American FactFinder. Бюро перепису населення США. Архів оригіналу за 26 лютого 2012. Процитовано 31 січня 2008.

| США | Це незавершена стаття з географії США. Ви можете допомогти проєкту, виправивши або дописавши її. |